# Liste der Naturdenkmäler im Landkreis Freising
Die Liste der Naturdenkmäler im Landkreis Freising nennt die Naturdenkmäler in den Städten und Gemeinden im Landkreis Freising in Bayern.
Nach Art. 51 Abs. 1 Nr. 4 BayNatschG ist das Landratsamt des Landkreises Freising für den Erlass von Rechtsverordnungen über Naturdenkmäler (§ 28 BNatSchG) zuständig.

## Nicht flächenhafte Naturdenkmale
| Bild           | Lfd-Nr. | Nr. | Bezeichnung                                | Gemeinde              | Lage | Bemerkung |
| -------------- | ------- | --- | ------------------------------------------ | --------------------- | --- | --------- |
|                | 1       | 615 | Linde bei Berg                             | Rudelzhausen          | Weiler Traich, Berg (48° 36′ 8,8″ N, 11° 42′ 35,6″ O)                                                    |           |
| weitere Bilder | 2       | 616 | Schlosslinde bei Erching                   | Hallbergmoos          | vor Schloss Erching am Schwaigbach (48° 17′ 54″ N, 11° 42′ 23,8″ O)                                      |           |
|                | 3       | 618 | Linde bei Reichertshausen (Kriegerdenkmal) | Au in der Hallertau   | beim Kriegerdenkmal in Reichertshausen (48° 32′ 15,4″ N, 11° 45′ 14,5″ O)                                |           |
|                | 4       | 622 | Zwei Linden mit Feldkreuz Nandlstadt       | Nandlstadt            | Zeilerbergstraße, Nandlstadt (48° 32′ 3,1″ N, 11° 48′ 54,5″ O)                                           |           |
|                | 5       | 625 | Große Linde bei Airischwand                | Hörgertshausen        | Weiler Haslreuth, bis 1978 Teil der ehemaligen Gemeinde Airischwand (48° 33′ 43,9″ N, 11° 50′ 34,5″ O)   |           |
|                | 6       | 631 | Linde bei Reichersdorf                     | Gammelsdorf           | Sägewerk Straßer im Weiler Gelbersdorf, ehemals Teil von Reichersdorf (48° 32′ 20,6″ N, 11° 57′ 38,9″ O) |           |
| weitere Bilder | 7       |     | Linde bei Mauern                           | Mauern                | Bergstraße Mauern, am Ortsausgang Richtung Schwarzersdorf (48° 31′ 9,4″ N, 11° 54′ 16″ O)                |           |
| weitere Bilder | 8       | 638 | Linde bei Massenhausen                     | Neufahrn bei Freising | Obere Hauptstraße, westlicher Ortsausgang Massenhausen (48° 20′ 58,4″ N, 11° 37′ 54,4″ O)                |           |
|                | 9       | 642 | Eiche bei Johanneck                        | Paunzhausen           | Johannecker Straße 34 (48° 28′ 26,1″ N, 11° 34′ 50,5″ O)                                                 |           |
|                | 10      | 650 | Drei Ulmen mit Feldkreuz Wolfersdorf       | Wolfersdorf           | südlich Wolfersdorf an der Hauptstraße, Abzweig nach Siechendorf (48° 28′ 30,1″ N, 11° 42′ 37,7″ O)      |           |

## Flächenhafte Naturdenkmale
| Bild | Lfd-Nr. | Nr. | Bezeichnung                                       | Gemeinde              | Lage                                                                                                   | Bemerkung |
| ---- | ------- | --- | ------------------------------------------------- | --------------------- | --- | --------- |
|      | 1       |     | Sankt-Loretto-Wäldchen                            | Rudelzhausen          | südlich Tegernbach (48° 34′ 32,5″ N, 11° 47′ 48,5″ O)                                                  |           |
|      | 2       |     | Streuwiese (Johanniswiese)                        | Haag an der Amper     | östlich Haag an der Amper zw. Inkofener Straße und Graf-Lodron-Straße (48° 27′ 32,3″ N, 11° 50′ 34″ O) |           |
|      | 3       |     | Heiderest (Sempterheide) in der Volkmannsdorferau | Wang                  | Heidestraße, Volkmannsdorferau (48° 29′ 36,6″ N, 11° 58′ 11,1″ O)                                      |           |
|      | 4       |     | Hangmoor nordwestlich von Gremertshausen          | Kranzberg             | nordwestlich von Gremertshausen (48° 23′ 10,6″ N, 11° 37′ 27,6″ O)                                     |           |
|      | 5       |     | Flachmoorrest östlich von Giggenhausen            | Neufahrn bei Freising | östlich Giggenhausen im Freisinger Moos (48° 21′ 59,6″ N, 11° 39′ 59,9″ O)                             |           |
|      | 6       |     | Quellkomplex „Lohmühlbach“                        | Freising              | nördlich des Südrings, westlich der Straße „Gute Änger“ (48° 23′ 1,6″ N, 11° 45′ 27,7″ O)              |           |
|      | 7       |     | Schlosspark                                       | Hohenkammer           | Schlosspark westlich Schloss Hohenkammer (48° 25′ 29,7″ N, 11° 31′ 3,5″ O)                             |           |
|      | 8       |     | Magerrasen bei Siechendorf                        | Zolling               | nördlich der Straße St 2054 zwischen Palzing und Zolling (48° 27′ 29,6″ N, 11° 44′ 21,6″ O)            |           |